# Прековце
Прековце (алб. Prekoc) је насеље у општини Ново Брдо, Косово и Метохија, Република Србија. Површина катастарске општине Прековце где је атар села износи 812 ha. Средња надморска висина насеља износи 830 м. Према процени из 2011. године било је 214 становника.

## О селу
Село је разбијеног типа. Састоји се из неколико махала, које су међусобно удаљене по неколико стотина метара, а то су: Забељци, Чука, Жерови, Тиринчани, Маленовци, као и главно насеље Прековце, где је седиште општине Ново Брдо, као и дом за старе, амбуланта, пошта, народна кухиња, која покрива села новобрдског и гњиланског краја.
Основна школа "Доситеј Обрадовић" у Прековцу је основана после Другог светског рата у махали Тиринчани у приватној кући. Такође и истурено оделење Извор и Зебинце су биле посебне школе које су основане у селу Извору и селу Зебинцу. Године 1960. у данашњој згради која је била задружни дом обједињене су све три школе, Прековце, Извор и Зебинце у једну школу са два истурена оделења под називом Српска основна школа – Прековце. Године 1962. школа је добила нови назив Моша Пијаде, да би 1992. променила назив у садашњи – Доситеј Обрадовић. Школа се налази у општини Ново Брдо на Косову и Метохији. Школа је некад имала преко 400 ученика, од 1970. до 1978. имала је по три одељења виших разреда. Осамдесетих година је почео тренд опадања ученика и исељавања становништва да би 2023. године школу похађао 71 ученик.

## Становништво
Становништво чине : Арсићи, Димићи, Ђорђевићи, Живићи, Ивковићи, Јанковићи, Јовановићи, Марковићи, Милићи, Митровићи, Младеновићи, Павићи, Перићи, Петковићи, Пешићи, Савићи, Сентићи, Симијоновићи, Симићи, Стаиљковићи, Стајићи, Стојановићи и Филимоновићи.
| Демографија | Демографија | Демографија |
| Година      | Становника  | Становника  |
| ----------- | ----------- | ----------- |
| 1948.       | 456         |             |
| 1953.       | 515         |             |
| 1961.       | 597         |             |
| 1971.       | 621         |             |
| 1981.       | 592         |             |
| 1991.       | 489         |             |